# Annette McCarthy
Annette McCarthy (12 de abril de 1958-9 de enero de 2023) fue una actriz estadounidense, conocida principalmente por su papel como Evelyn Marsh en la segunda temporada del seriado Twin Peaks, y como la doctora Wendy Oliver en la película de culto Creature (1985). También apareció en varios filmes y series de televisión, como Baywatch, Night Court y Riptide.

## Carrera
Tomó clases de actuación en Nueva York y en Los Ángeles, donde además trabajó en teatro. Adicionalmente, se le pudo ver en algunos comerciales de televisión.

### Televisión
McCarthy registró apariciones en diversas series de televisión, entre las que se incluyen St. Elsewhere, The Twilight Zone, Happy Days, Beauty and the Beast, Magnum, P.I., The Fall Guy, y tuvo una participación reconocida por la crítica especializada en un episodio de Night Court titulado "Passion Plundered". También interpretó a una millonaria heredera llamada Kathleen Huntington en Baywatch.

#### Twin Peaks
Fue contratada por el director David Lynch para participar en la segunda temporada de la serie Twin Peaks. Su personaje Evelyn Marsh fue una adición controversial, pues apareció en una serie de episodios que no fueron bien recibidos por la crítica ni por la audiencia, justo después de que se esclareciera el principal misterio de la serie (la identidad del asesino de Laura Palmer), y cuando los escritores trataban de idear una nueva historia para la serie. Uno de los episodios en los que apareció McCahrty fue dirigido por la actriz Diane Keaton.

#### Riptide
También encarnó a Rosalind Grant (un nombre derivado de Rosalind Russell y Cary Grant, aunque se trata de una parodia del personaje Maddie Hayes, interpretado por Cybill Shepherd en Moonlighting), en el penúltimo episodio de Riptide, titulado "If You Can't Beat Em, Join Em". Dicho capítulo atrajo la atención de la crítica en su momento, e incluso medios como Entertainment Tonight y Los Angeles Times le dedicaron un espacio.

### Cine
Hizo su debut cinematográfico en Second Thoughts (1983), e interpretó a la doctora Wendy Oliver en Creature (1985), un filme considerado de culto en la actualidad. Bajo contrato de la ABC, McCarthy protagonizó algunos telefilmes como Crazy Times (1981), Fugitive Among Us (1992) y A Cry For Love (1980).

## Plano personal
McCarthy era sobrina de la actriz Joan Hackett.